# Heteropolynoe nordgaardi
Heteropolynoe nordgaardi är en ringmaskart som beskrevs av Bidenkap 1907. Heteropolynoe nordgaardi ingår i släktet Heteropolynoe och familjen Polynoidae. Inga underarter finns listade i Catalogue of Life.